# Sidmouth
Sidmouth è un paese di 14 400 abitanti della contea del Devon, in Inghilterra.

## Amministrazione

### Gemellaggi
Sidmouth è gemellata con:
- Le Locle